# Lošany
Lošany är en ort i Tjeckien.   Den ligger i regionen Mellersta Böhmen, i den centrala delen av landet, 50 km öster om huvudstaden Prag. Lošany ligger 305 meter över havet och antalet invånare är 306.
Terrängen runt Lošany är lite kuperad, och sluttar norrut. Runt Lošany är det ganska tätbefolkat, med 52 invånare per kvadratkilometer. Närmaste större samhälle är Kolín, 6,3 km nordost om Lošany. Trakten runt Lošany består till största delen av jordbruksmark.